# Jean de Sibour
Jean Jacques Henri Blaise de Sibour (Londra, 29 gennaio 1922 – El'nja, 10 settembre 1943) è stato un militare e aviatore francese, che durante la seconda guerra mondiale fu pilota del GC 3 GC 3 Normandie-Niémen sul fronte orientale. Mort pour la France.

## Biografia
Nacque a Londra il 29 gennaio 1922, figlio di Jacques Gabriel Osmond e Violette Buckingham Selfridge. Nel 1938 andò a lavorare presso la ditta De Havilland Aircraft Company, specializzandosi in eliche a passo variabile in volo. Si trovava a Londra quando, nel settembre 1939, Francia e Gran Bretagna dichiararono guerra alla Germania nazista. Cercò di arruolarsi in Francia, ma non poté farlo e quindi fece domanda per entrare nella Royal Air Force, cosa che gli fu impedita per via della sua nazionalità francese. Durante la battaglia d'Inghilterra partecipò ad un programma per il miglioramento delle prestazioni dei caccia Supermarine Spitfire. Inviato in Egitto, fu presente con la RAF durante la prima campagna di Libia contro le forze italo-tedesche venendo promosso sottotenente. Si arruolò nella Forces aériennes françaises libres Il Cairo (matricola 31.118) il 1 marzo 1942. Aspirante allievo pilota venne inviato in Rhodesia per seguire il necessario addestramento ottenendo il brevetto di pilota da caccia nel luglio 1942. Nel marzo del 1943 e si offrì subito volontario per combattere in Russia con il Groupe de Chasse 3 Normandie-Niémen. Dalla base aerea di Rayak in Libano, lui, insieme ad altri cinque piloti, Louis Astier, Henry Foucaud, Jean Rey, Yves Fauroux e Roger Denis andò a Mosca.
Il 2 agosto 1943 si uni al GC 3 Normandie-Niémen sull'aeroporto di Khatenki, situato 150 km a nord di Orel e 200 km a sud-ovest di Mosca. Il Groupe de chasse era allora al comando di Pierre Pouyade ed è assegnato alla , assegnato alla 303ª Divisione aerea del generale Georgij Nefiodovič Zakharov. Egli venne assegnato alla 1emé Escadrille sotto il comando del tenente Gérald Leon. Iniziò subito l'addestramento sul caccia russo Yakovlev Yak-9.
La battaglia di Yelnia iniziò il 27 agosto 1943. I russi avevano preparato un attacco su larga scala per respingere i tedeschi e riprendere l'iniziativa sul fronte orientale. Il 31 agosto 1943 prese parte  alla sua 22ª missione di guerra.

### La sua ultima missione
Martedì 31 agosto 1943 il GC 3 Normandie-Niémen effettuò 39 sortite durante la giornata.
Al mattino, Roland de La Poype e  Léo Barbier abbatterono un cacciabombardiere Junkers Ju 87 Stuka ciascuno, mentre un terzo è abbattuto da Marcel Lefevre in collaborazione con Joseph Risso, altri due sono danneggiati da Didier Béguin e Jacques Mathis. Lefevre abbatté anche un aereo da caccia Focke-Wulf Fw 190.
Nel pomeriggio, il "GC3 Normandie" venne designato ad accompagnare gli aerei russi in una nuova missione di copertura delle truppe sovietiche nel settore di Ielnia.
Arrivato sopra Ielnia, 75 chilometri a sud-est di Smolensk, il GC3 Normandie-Niémen avvistò aerei nemici  ed entrò in combattimento sopra la ferrovia Smolensk-Orël contro un centinaio di bombardieri scortati dai caccia.
Nonostante la superiorità numerica avversaria, un bombardiere Heinkel He 111 venne abbattuto da Albert Durand, mentre Henry Foucaud e Gérald Léon abbatterono ciascuno un caccia Focke-Wulf Fw190. Un terzo fu abbattuto congiuntamente da Joseph RissoI e Jacques Mathis, e un quarto fu probabilmente abbattuto da Yves Fauroux. Terminate le munizioni, il combattimento cessò.
Rientrati alla base, quattro aerei del GC3 Normandie-Niémen risultarono dispersi. Si trattava di quelli pilotati da Paul de Forges, Alexandre Laurent, Yves Fauroux e Jean de Sibour, che quel giorno volava su uno Yakovlev Yak-1. In serata fu comunicato che Fauroux, ferito, era atterrato in emergenza in un aeroporto vicino a Viazma. Per quanto riguarda de Sibour, nessuno dei piloti che presero parte all'azione riuscì a dare informazioni sulla sua sorte, mentre Laurent fu ritrovato morto il giorno successivo. I corpi di de Sibour e di de Forges non furono mai ritrovati.
Essendo uno dei 123 membri della FAFL dispersi senza ricevere alcuna sepoltura, il suo nome figura sulla stele commemorativa di Tréport inaugurata nel giugno 2022.